# Ogandi
Koordinaten: 59° 1′ N, 22° 33′ O
Ogandi ist ein Dorf (estnisch küla) in der Landgemeinde Hiiumaa (2013 bis 2017: Landgemeinde Hiiu, davor Landgemeinde Kõrgessaare) auf der zweitgrößten estnischen Insel Hiiumaa (deutsch Dagö).
Ogandi hatte mit Stand 31. Dezember 2011 einen Einwohner. Mit Stand 31. Dezember 2021 war Ogandi unbewohnt.